# Marie-José Pérec
Marie-José Pérec (Basse-Terre, Guadalupe, 9 de maig de 1968) és una antiga atleta francesa especialitzada en les curses de velocitat d'extensió més llarga, tot i que també va córrer els 400 metres i els 400 tanques. Fou una campiona d'Europa, del món i olímpica. A més a més, és la segona dona que guanyà les curses de 200 i 400 metres, després de Valerie Brisco-Hooks, en uns mateixos Jocs i la primera atleta, indiferentment del sexe, en repetir triomf olímpic als 400.

## Biografia
Marie-José Pérec va nàixer a Basse-Terre, la capital del departament d'ultramar de Guadalupe. Allí començà a practicar l'atletisme, per a emigrar als 16 anys a París. Entrà a formar part del seu club de tota la vida, l'Stade Français, essent el seu primer entrenador, d'una llarga llista, Fernand Urtebise.
El 1988 es va proclamar campiona de França en els 400 metres, a banda de batre el seu primer rècord nacional. Així, es va guanyar una plaça als Jocs de Seül. Encara que ni tan sols fou diploma, tot just començava la seva ascensió. A l'any següent aconseguiria els seus primers triomfs internacionals: en febrer als 200 m del Campionat d'Europa Pista Coberta i en juliol un doblet en 200 m i els relleus 4 x 100 m als Jocs de la Francofonia.
La seva definitiva consolidació als grans campionats va tenir un primer pas el 1990 amb la medalla de bronze als 400 metres del Campionat d'Europa. Un any després guanyà la mateixa prova al Mundial de Tòquio i també el 1992 als Jocs de Barcelona. A més a més, s'acomiadà del 1992 amb unes destacades actuacions als 200 metres: una altra victòria a la Copa del Món i la seva millor marca, uns 22.20 al meeting de Zuric.
Després d'un 1993 difícil, amb una lesió, obtingué dos quarts llocs al Mundial de Stuttgart. Des de llavors, però, va començar una hegemonia de Pérec a les proves de velocitat. El 1994 feu un doblet en 400 metres i relleus 4 x 400 als Campionats d'Europa de Hèlsinki, recuperà el títol mundial de 400 a Göteborg i, per damunt de tot, conquerí un altre doblet (aquest en 200 i 400) als Jocs d'Atlanta. Pérec superà en els 400 Cathy Freeman amb un rècord olímpic de 48.25. Als 200 va batre una eterna Merlene Ottey, alçant-se amb un doblet històric.
Malauradament, els èxits de Pérec no es van a tornar a repetir des d'Atlanta. Començà l'any 1997 amb unes discretes actuacions. Després es va lesionar i arribà tan sols als quarts de final al Campionat del Món. Va romandre un any parada per mononucleosi i, quan tornà, el 1999 els resultats foren decebedors. Posteriorment millorà els resultats de cara als Jocs de Sydney, però un cop a la vila olímpica, va marxar justificant-se amb una suposada inseguretat cap a la seva persona. Després de dos anys parada, va fixar-se com a nou objectiu el mundial de París. Les lesions no li tornaren a respectar, i per això no ho va aconseguir. Continuà competint sense tornar a destacar fins a l'any 2004, quan va anunciar la seva retirada.
Als Jocs Olímpics de París del 2024, va ser l'encarregada, juntament amb el judoka Teddy Riner, d'encendre el peveter situat al Jardí de les Teuleries, en la cerimònia d'inauguració.

## Resultats internacionals destacats[2][4]
| Any  | Competició                       | Lloc                       | Resultat     | Prova     |
| ---- | -------------------------------- | -------------------------- | ------------ | --------- |
| 1988 | Jocs Olímpics                    | Seül, Corea del Sud        | Semifinals   | 400 m     |
| 1989 | Campionat d'Europa Pista Coberta | La Haia, Països Baixos     | 1a           | 200 m     |
| 1989 | Campionat del Món Pista Coberta  | Budapest, Hongria          | 6a           | 200 m     |
| 1989 | Jocs de la Francofonia           | Casablanca i Rabat, Marroc | 1a           | 200 m     |
| 1989 | Jocs de la Francofonia           | Casablanca i Rabat, Marroc | 1a           | 4 x 100 m |
| 1990 | Campionat d'Europa               | Split, Iugoslàvia          | 3a           | 400 m     |
| 1991 | Campionat del Món                | Tòquio, Japó               | 1a           | 400 m     |
| 1991 | Campionat del Món                | Tòquio, Japó               | 5a           | 4 x 100 m |
| 1992 | Jocs Olímpics                    | Barcelona, Catalunya       | 1a           | 400 m     |
| 1992 | Copa del Món d'atletisme         | L'Havana, Cuba             | 1a           | 200 m     |
| 1992 | Copa del Món d'atletisme         | L'Havana, Cuba             | 2a           | 4 x 100 m |
| 1993 | Campionat del Món                | Stuttgart, Alemanya        | 4a           | 200 m     |
| 1993 | Campionat del Món                | Stuttgart, Alemanya        | 4a           | 4 x 100 m |
| 1994 | Campionat d'Europa               | Hèlsinki, Finlàndia        | 1a           | 400 m     |
| 1994 | Campionat d'Europa               | Hèlsinki, Finlàndia        | 1a           | 4 x 400 m |
| 1995 | Campionat del Món                | Göteborg, Suècia           | 1a           | 400 m     |
| 1996 | Jocs Olímpics                    | Atlanta, Estats Units      | 1a           | 200 m     |
| 1996 | Jocs Olímpics                    | Atlanta, Estats Units      | 1a           | 400 m     |
| 1997 | Campionat del Món                | Atenes, Grècia             | 1/4 de final | 200 m     |

## Resultas nacionals destacats
- Campiona de França de 100 m en pista: 1991.
- Campiona de França de 200 m en pista: 1992 i 1995.
- Campiona de França de 200 m en pista coberta: 1989.
- Campiona de França de 400 m tanques en pista: 1989.

## Millors marques
- En pista coberta:

- 200 m - 23.36 (Budapest, 1989)
- 400 m - 51.44 (Liévin, 1996)

- En pista:

- 100 m - 10.96 (Dijon, 1991) RN
- 200 m - 21.99 (Villeneuve-d'Ascq, 2008) RN
- 400 m - 48.25 (Atlanta, 1996) RN, RO
- 400 m tanques - 53.21 (Zúric, 1995) RN

LLegenda: RN=Rècord Nacional; RO=Rècord olímpic.